# Nikola Zrinski

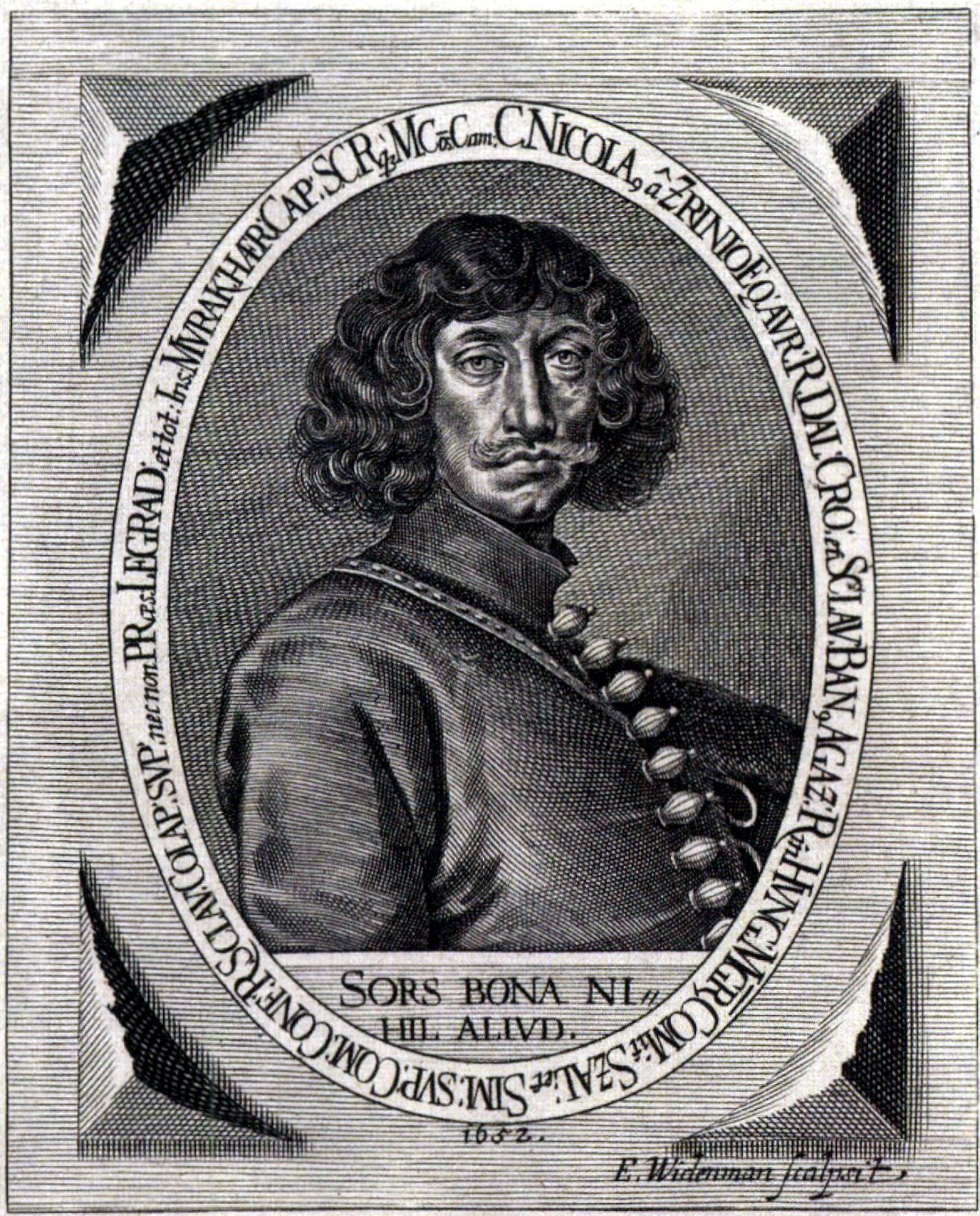
Nikola Zrinski (1620-1664), ban (virrey) de Croacia

El conde Nicolás Zrínyi (en croata: Nikola Zrinski, en húngaro: Miklós Zrínyi) (5 de enero de 1620 - 18 de noviembre de 1664) fue un soldado, político y poeta croata, que ejercicó como ban de Croacia desde 1647 hasta su muerte. 

## Biografía
Nikola (VII) Zrinski nació en Čakovec (en idioma húngaro, Csáktornya), Croacia, hijo de Juraj (V) Zrinski y Magdalena Széchy, en la familia noble de los Zrinski. En la corte de Péter Pázmány estudió la lengua y la literatura húngaras, aunque su formación fundamental fue militar. Entre 1635 y 1637, acompañó a Szenkviczy, uno de los canónigos de Esztergom, en un largo viaje educativo por Italia.
Durante los siguientes años, Nikola Zrinski aprendió el arte de la guerra defendiendo la frontera de Croacia y Hungría de las incursiones otomanas, convirtiéndose en uno de los comandantes más destacados de su época. En 1645, durante las últimas etapas de la Guerra de los Treinta Años, actuó contra las tropas suecas en Moravia, equipando todo un regimiento con su propio dinero. En Szkalec logró diezmar una división sueca, e hizo más de 2000 prisioneros. En Eger salvó la vida del Emperador, Fernando III de Habsburgo, quien había sido sorprendido durante la noche por la ofensiva de Carl Gustaf Wrangel. Después aniquiló el ejército de Jorge Rákóczi I, príncipe de Transilvania, cerca del río Tisza. En agradecimiento por sus servicios, el Emperador lo nombró capitán de Croacia. 
En 1646 se distinguió una vez más por sus acciones contra los turcos. En la coronación de Fernando IV de Hungría, fue él quien portó la Espada Real, y fue nombrado ban y capitán general de Croacia. Con este doble título, presidió las dietas de Croacia, durante las cuales se distinguió por su insistencia en que se respetasen los derechos de los croatas, y en que, por lo que respectaba a Hungría, se la tratara no como partes annexae sino como regnum.
Entre 1652 y 1653, Zrinski luchó continuamente contra el Imperio otomano; al mismo tiempo, sin embargo, estaba también en constante comunicación con las principales figuras intelectuales de su tiempo. El erudito neerlandés Jacobus Tollius incluso fue a visitarlo a su castillo de Čakovec, tal como relató en sus Epistolae itinerariae. Tollius quedó impresionado por los conocimientos lingüísticos de Zrinski, quien hablaba croata, italiano, alemán, húngaro, turco otomano y latín, todos ellos con facilidad. 

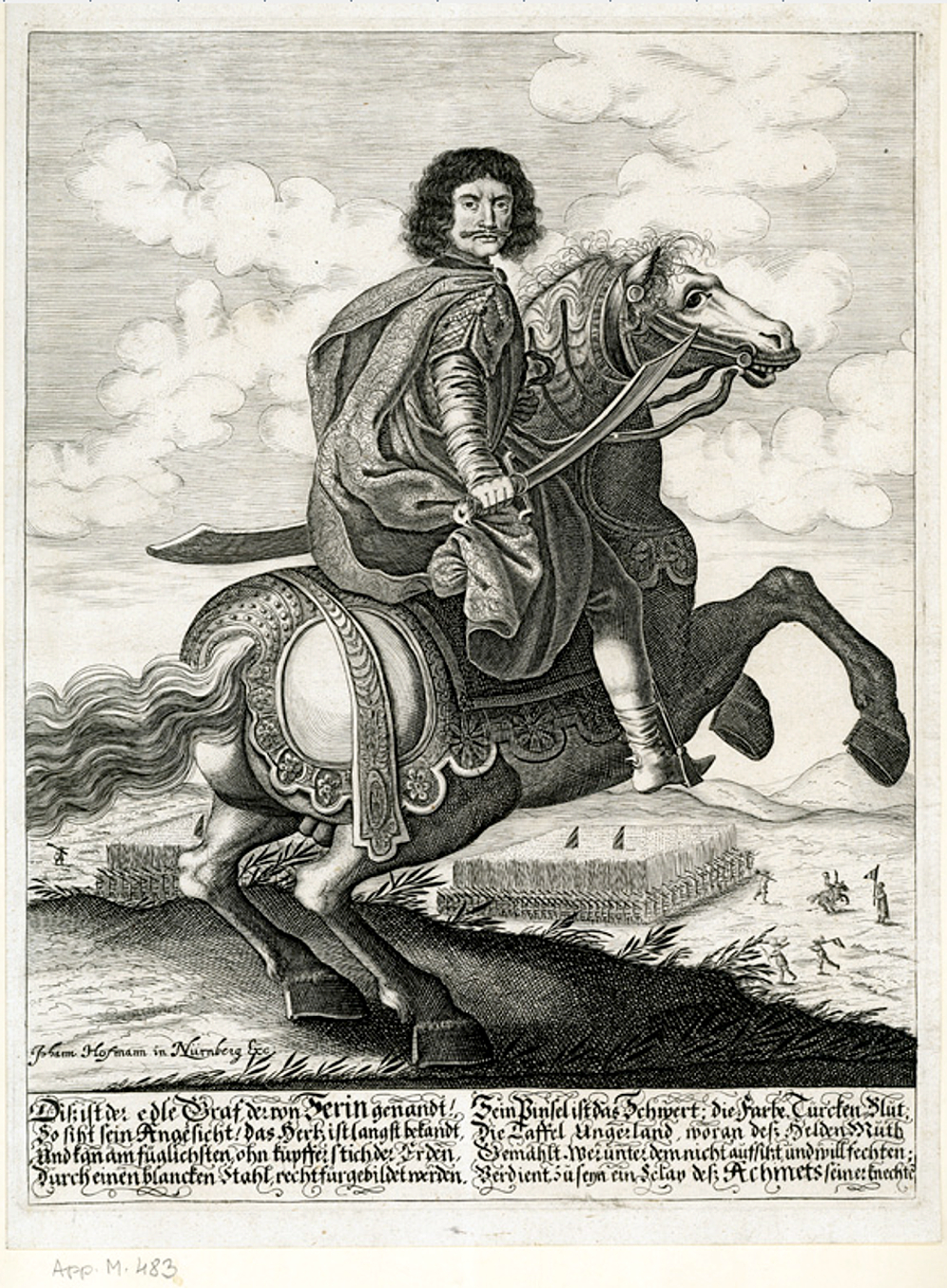
Nikola Zrinski - caballero

Los últimos años en la vida de Nikola Zrinski vieron la culminación de todos sus esfuerzos, así como de su prestigio. Fue enviado a destruir el puente fortificado turco que unía, desde 1566, las localidades de Darda y Osijek a través del río Drava, cortando así la retirada de las tropas Otomanas, y capturando de paso las fortalezas que encontrara a su paso. En efecto, logró destruir el puente el 1 de febrero de 1664, pero el resto de su campaña se vio interrumpido por la negativa de las tropas Imperiales a colaborar con él. Pese a este fracaso parcial, su expedición le hizo famoso en toda Europa.
Más tarde los turcos, en un intento de recuperar terreno, sitiaron la fortaleza de Novi Zrin (Újzrínyivár), que Zrinski había construido, y las tropas imperiales bajo las órdenes de Raimondo Montecuccoli permanecieron inmóviles mientras él se esforzaba por socorrerla, lo que hizo que finalmente la fortaleza cayera en poder de los otomanos. Montecuccolli fue también el responsable de que se firmara la Paz de Vasvár, tras la batalla de San Gotardo (1664) . Zrinski acudió rápidamente a Viena para protestar contra esta decisión, pero su punto de vista fue ignorado. Tras abandonar la capital decepcionado, Zrínyi volvió a Čakovec, donde murió el 18 de noviembre de ese mismo año, a causa de un accidente de caza.

## Obras
La obra literaria más significativa de Zrinski es Szigeti veszedelem o Zrínyiász ("el peligro de Sziget"), un poema épico escrito en el dialecto del húngaro propio de Göcsej entre 1648 y 1649, y publicado junto con otras obras poéticas misceláneas, bajo el título de Adriai tengernek Syrenája ("la sirena del Mar Adriático") en Viena en 1651. Fue escrito a la manera de los poetas épicos clásicos, como Virgilio o Torcuato Tasso. 
- Datos: Q329803
- Multimedia: Nikola Zrinski / Q329803